# Marc-André Kruska
Marc-André Kruska (Castrop-Rauxel, 29 giugno 1987) è un allenatore di calcio ed ex calciatore tedesco, di ruolo centrocampista.

## Palmarès

### Club

#### Competizioni nazionali
- Campionato lussemburghese: 1

F91 Dudelange: 2018-2019
- Coppa del Lussemburgo: 1

F91 Dudelange: 2018-2019

### Individuale
- Fritz-Walter-Medaille: 1

2005 (Under-18)